# Ташёлка (приток Бирли)
Ташёлка (в верховье Ташла) — река в России, протекает по Ульяновской и Самарской областях. Устье реки находится в 15 км от устья Бирли по левому берегу. Длина реки составляет 48 км. Площадь водосборного бассейна — 473 км².

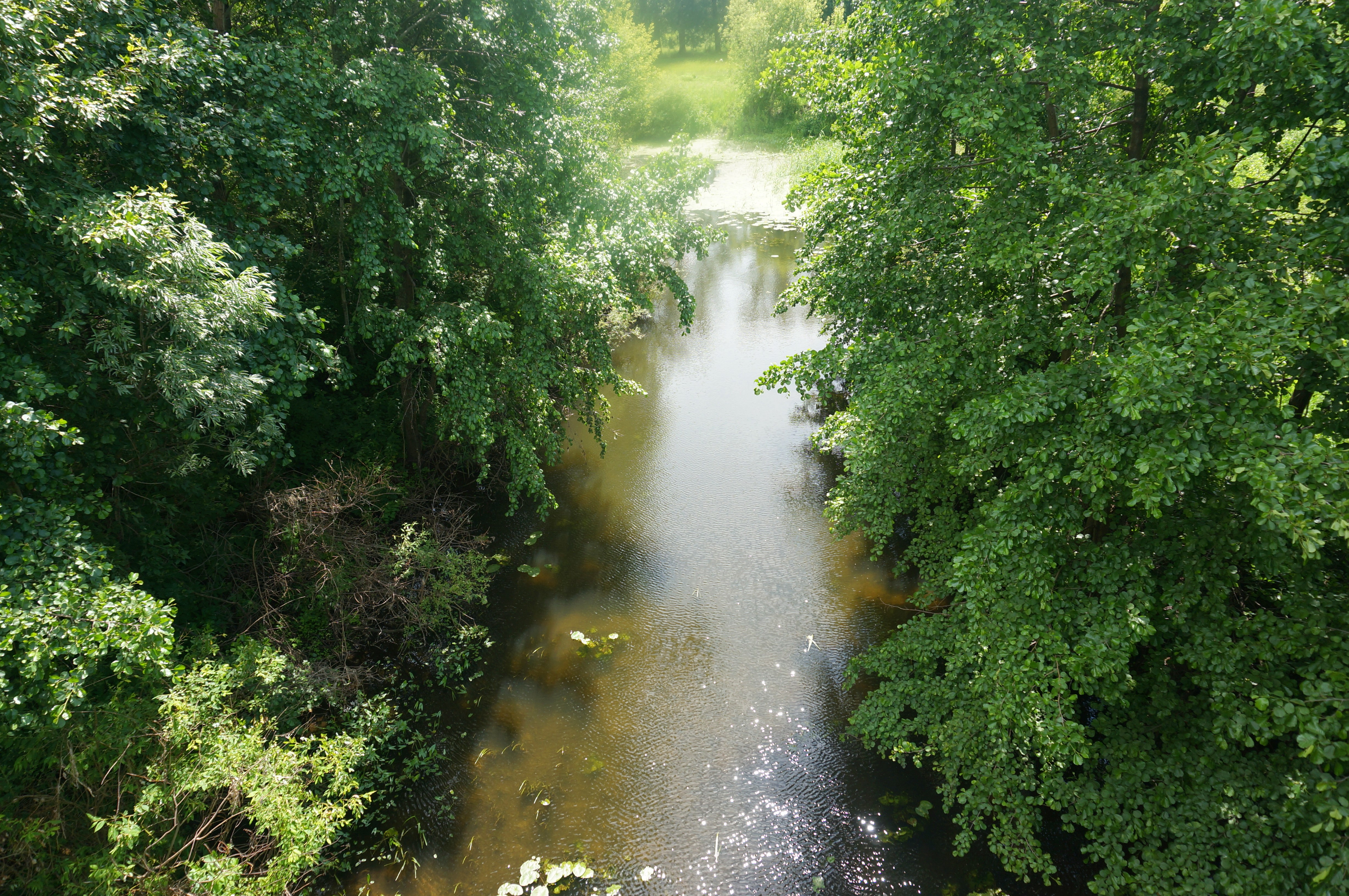
Река Ташёлка в районе поселка Менжинский Ставропольского района Самарской области. Граница с Ульяновской областью.

Правый приток — Мусорка.

## Этимология
Название, произошедшее от тюркского слова «ташлы» (каменистый), давалось рекам с каменистым дном.

## Данные водного реестра
По данным государственного водного реестра России относится к Нижневолжскому бассейновому округу, водохозяйственный участок реки — Куйбышевского водохранилища от посёлка городского типа Камское Устье до Куйбышевского гидроузла, без реки Большой Черемшан. Речной бассейн реки — Волга от верхнего Куйбышевского водохранилища до впадения в Каспий.
Код объекта в государственном водном реестре — 11010000512112100005397.